# هيو تايلور (لاعب اتحاد الرغبي)
هيو تايلور (بالإنجليزية: Hugh Taylor)‏ هو لاعب اتحاد الرغبي أسترالي، ولد في 1894 في سيدني في أستراليا، وتوفي في 11 فبراير 1956.